# توم كينغستون (لاعب اتحاد الرغبي)
توم كينغستون (بالإنجليزية: Tom Kingston)‏ هو لاعب اتحاد الرغبي أسترالي، ولد في 19 يونيو 1991 في سيدني في أستراليا.

## وصلات خارجية
- توم كينغستون على موقع سلسلة سباعيات الرغبي العالمية - رجال (الإنجليزية)
- توم كينغستون على موقع ItsRugby.co.uk (الإنجليزية)
- توم كينغستون على موقع اللجنة الأولمبية الدولية (الإنجليزية)
- توم كينغستون على موقع أوليمبيديا (الإنجليزية)
- توم كينغستون على موقع اللجنة الأولمبية الأسترالية (الإنجليزية)